# Enicospilus lineolatus
Enicospilus lineolatus är en stekelart som först beskrevs av Per Abraham Roman 1913.  Enicospilus lineolatus ingår i släktet Enicospilus och familjen brokparasitsteklar. Inga underarter finns listade i Catalogue of Life.